# Avenue Gabriel-Péri (Pierrefitte-sur-Seine)
Pour les articles homonymes, voir Avenue Gabriel-Péri.
L'avenue Gabriel-Péri est un des axes importants de Pierrefitte-sur-Seine. Elle suit le tracé de la route départementale 25.

## Situation et accès
Du côté ouest, cette avenue commence son trajet dans le prolongement de l'avenue Jean-Jaurès à Villetaneuse, au somment d'une crête. Descendant cette déclivité, elle marque, au nord, le début de la rue de la Butte-Pinson, ancienne route stratégique. À l'est, elle s'arrête au croisement formé par l'avenue Lénine, la rue de Paris et le boulevard Jean-Mermoz.

## Origine du nom
Cette avenue a été renommée en hommage à Gabriel Péri, journaliste et homme politique français.

## Historique

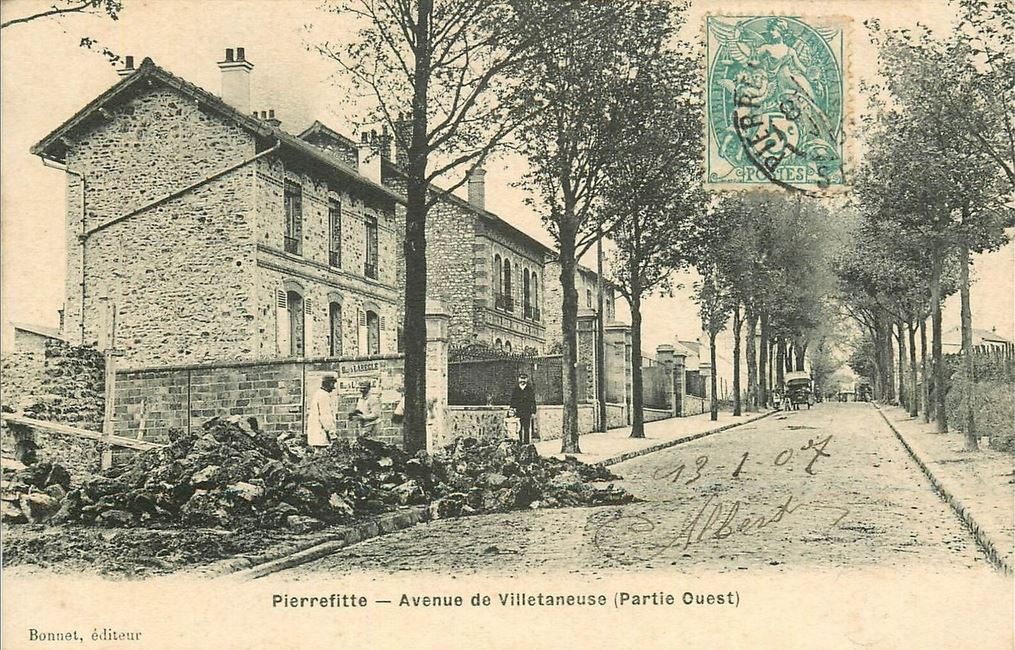
Avenue de Villetaneuse, aujourd'hui avenue Gabriel-Péri, vers l'ouest.

Cette avenue a été ouverte en 1851 pour relier Pierrefitte et Villetaneuse, et s’appelait à l’époque « chemin de Villetaneuse ».
Elle prend le nom d'« avenue de Villetaneuse » le 26 septembre 1896, par délibération du conseil municipal.
En 1944, le comité de Libération la renomme « avenue Gabriel-Péri » en mémoire du député, héros de la Résistance, fusillé au mont Valérien en 1941.

## Bâtiments remarquables et lieux de mémoire

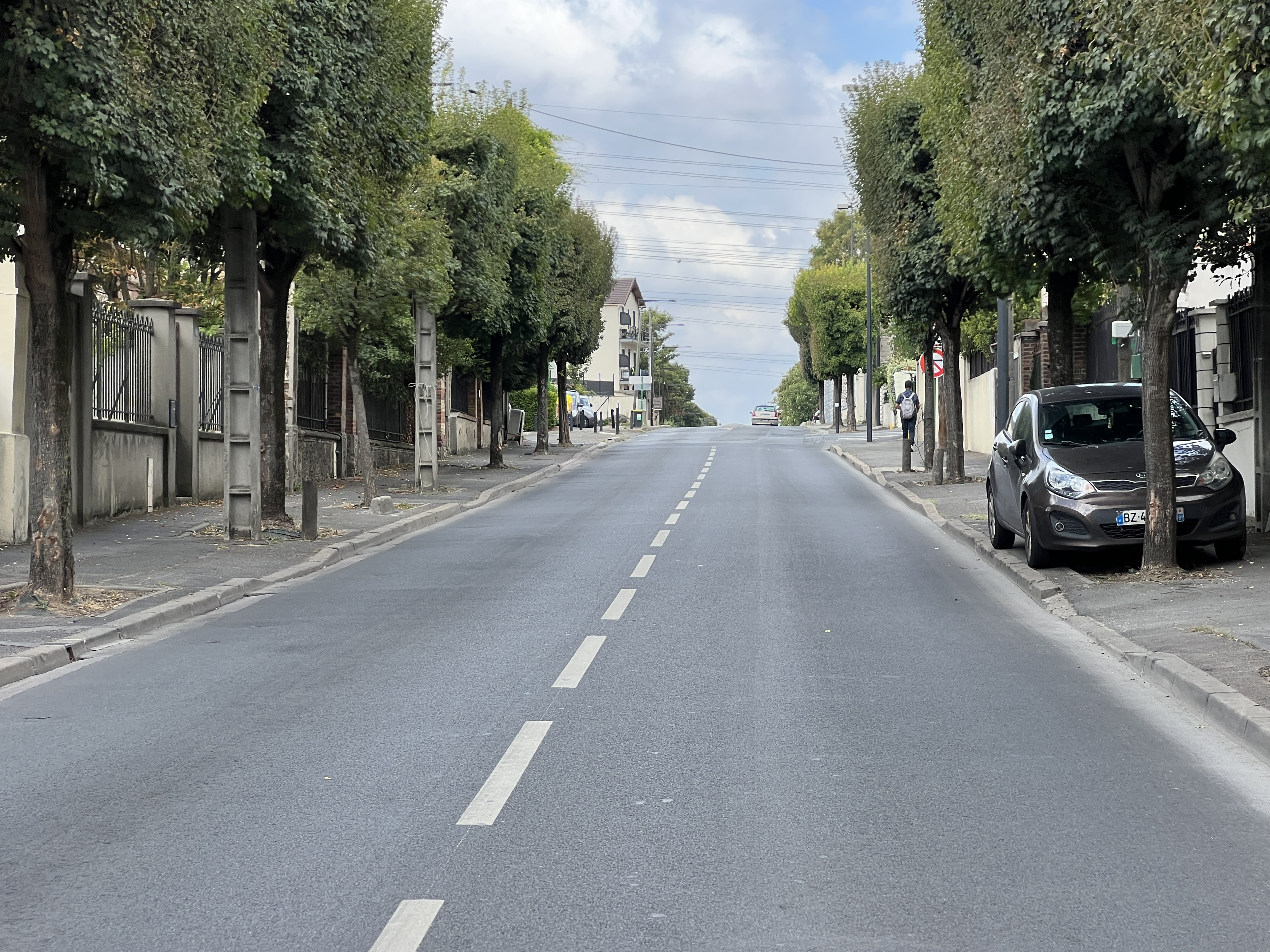
L'avenue en août 2022.

- Médiathèque Jacques-Duclos[5]. Remplacée en 2015 par la médiathèque Flora-Tristan, elle devient en 2022 un pôle numérique.